# Szaniecki Park Krajobrazowy
Szaniecki Park Krajobrazowy – park krajobrazowy położony na południu województwa świętokrzyskiego.
Zajmuje powierzchnię 112,896 km², a jego otulina 137,57 km². Obszar parku administracyjnie należy do gmin Busko-Zdrój, Chmielnik, Kije, Pińczów, Solec-Zdrój i Stopnica.
Na terenie parku znajduje się rezerwat przyrody Owczary.

## Położenie
Północna część SzPK znajduje się na terenie Płaskowyżu Szanieckiego. W kierunku południowym znaczną część parku stanowi Garb Pińczowski.

## Rośliny
gatunki chronione całkowicie:
- dziewięćsił bezłodygowy
- goryczka wąskolistna
- goryczka Wettsteina
- kosatka kielichowa
- kruszczyk błotny
- miłek wiosenny
- len złocisty
- len włochaty
- lilia złotogłów
- lipiennik Loesela
- listera jajowata
- ostrołódka kosmata
- ostnica Jana
- ostnica włosowata

gatunki chronione częściowo:
- kocanki piaskowe
- konwalia majowa
- kruszyna pospolita
- pierwiosnek wyniosły
- wilżyna ciernista